# Suleja
Suleja este un oraș din statul Niger, Nigeria. În 2006 avea 216.518 de locuitori.